# Schlacht von Glenmalure
Die Schlacht von Glenmalure (englisch Battle of Glenmalure, irisch Cath Ghleann Molúra) fand 1580 während der zweiten Desmond-Rebellion bei der Befestigung des O’Byrne-Clans im Tal Glenmalure in der Grafschaft Wicklow (Irland) statt. Eine irische (katholische) Truppe, die aus Mitgliedern verschiedener gälischer Clans aus den Wicklow Mountains bestand, schlug unter Fiach MacHugh O’Byrne und James Eustace, 3. Viscount Baltinglass eine englische Armee unter Arthur Grey, 14. Baron Grey de Wilton. 
Grey war kurz vor der Schlacht aus England gekommen um die Rebellion niederzuschlagen. Er entschied sich, zuerst gegen O’Byrne vorzugehen, da dieser die englische Hochburg rund um Dublin bedrohte. Sein Plan war – gegen den Rat von Veteranen und Ratgebern – direkt in die Wicklow Mountains einzufallen und O’Byrnes Befestigung im Tal Glenmalure zu erobern. Grey marschierte mit seiner 3.000 Mann starken Armee über das Flachland von Kildare, bevor er die Lungnaquilla Mountains überquerte und Glenmalure stürmen wollte.
Bei der Besteigung der steilen Abhänge des Tals gerieten die unerfahrenen englischen Soldaten in einen Hinterhalt irischer Rebellen, die sich im Unterholz versteckt hatten. Die Engländer wurden aus dem Hinterhalt bearbeitet. Nach einiger Zeit gerieten sie in Panik und flüchteten in das Tal. Die Iren verließen nun ihren Schutz und kämpften mit Schwertern, Speeren und Äxten gegen die Engländer. Hunderte englischer Soldaten, die teilweise ihre Waffen aus Panik fallen gelassen hatten und flüchteten, wurden von den verfolgenden Iren getötet. Die übrigen Engländer mussten über mehrere Kilometer ein Rückzugsgefecht austragen, bevor sie den Ort Rathdrum erreichten und von dort Richtung Dublin zurückkehrten.
Etwa 800 englische Soldaten wurden während der Schlacht getötet – darunter Peter Carey, Cousin des namensgleichen englischen Siedlers, der große Landstriche im Süden Irlands erhalten hatte. Trotz dieses Siegs kapitulierten die meisten irischen Rebellen, als ihre Bedingungen erfüllt wurden. Eine Ausnahme war Baltinglass, der nach Frankreich flüchtete.
Die Schlacht ist auch Teil des irischen Folk-Song Follow Me Up to Carlow. Dort heißt es unter anderem:
Grey said, victory was sure
Soon the firebrand he’d secure
Until he met at Glenmalure
With Fiach MacHugh O’Byrne.
Übersetzt etwa:
Grey sagte, der Sieg sei sicher
bald hätte er den Unruhestifter gefasst.
Bis er bei Glenmalure
auf Fiach MacHugh O’Byrne traf.